# Камышня
Камы́шня (укр. Комишня) — посёлок, Камышнянский поселковый совет, Миргородский район, Полтавская область, Украина.
Является административным центром Камышнянского поселкового совета, в который, кроме того, входят сёла Булуки, Заводище, Ежаки, Лесовое, Савицкое, Ступки, Шульги и Зирка.

## Географическое положение
Посёлок городского типа Камышня находится на правом берегу реки Хорол, выше по течению на расстоянии в 3,5 км расположено село Остаповка, ниже по течению на расстоянии в 2 км расположено село Сажка, на противоположном берегу — село Зуевцы.
По селу протекает пересыхающий ручей с запрудой.
К посёлку примыкает небольшой лесной массив урочище Марковское (дуб).

## История
- 1649—1662 годы — Камышнянская сотня входила в Миргородский полк[2].
- Село указано на карте частей Киевского, Черниговского и других наместничеств 1787 года[3]
- В Центральном Государственном Историческом Архиве Украины в городе Киеве есть документы православной церкви за 1722—1796 год[4]

В 1923—1962 годах — центр Комышнянского района.
Во время Великой Отечественной войны в 1941—1943 гг. село находилось под немецкой оккупацией.
В 1957 году населённому пункту присвоен статус посёлок городского типа.
В январе 1989 года численность населения составляла 3290 человек.
В мае 1995 года Кабинет министров Украины утвердил решение о приватизации находившихся здесь ремонтных мастерских.
По состоянию на 1 января 2013 года численность населения составляла 2331 человек.

## Экономика
- Камышнянский консервный завод.
- «Миргородский край», ООО.
- Агротех «Гарантия» ООО.
- установка комплексной подготовки газа "Комишня" ГПУ "Полтавагазвидобування"[8].

## Объекты социальной сферы
- Школа.
- Дом культуры.
- Дом ветеранов.
- Районная больница.
- Детский сад.
- Библиотека.
- Почта.

## Известные уроженцы
- Древаль, Василий Тимофеевич — Герой Советского Союза.
- Яхновский, Иван Тимофеевич — участник революционного движения в России, советский партийный и хозяйственный деятель.